# الكيصومة
الكيصومة قرية سوريّة تتبع إداريّاً لمحافظة حلب منطقة منبج ناحية خفسة، بلغ تعداد سكانها (2,456) نسمة حسب التعداد السكاني لعام 2004.